# Haegen
Haegen [ɛɡən]  est une commune française située dans la circonscription administrative du Bas-Rhin et, depuis le 1er janvier 2021, dans le territoire de la Collectivité européenne d'Alsace, en région Grand Est.
Cette commune se trouve dans la région historique et culturelle d'Alsace.

## Géographie

### Localisation
La commune se trouve à la limite entre l'Alsace et la Lorraine, à 3,9 km de Saverne, 2 de Thal-Marmoutier et 13,6 de Lutzelbourg.
| Danne-et-Quatre-Vents Moselle   | Saverne          | Gottenhouse     |
| Garrebourg Moselle              | Haegen           | Marmoutier      |
| Haselbourg Moselle Dabo Moselle | Reinhardsmunster | Thal-Marmoutier |

### Géologie et relief
La commune se compose de 34,32 hectares de territoires artificialisés (1,66 %), 192,12 hectares de territoires agricoles (9,30 %) et 1 839,27 hectares de forêts et milieux semi-naturels (89,03 %).
Espaces naturels :
- Un espace protégé hors Natura 2000 :

Moselle sud. Réserve de Biosphère, zone tampon.
- Deux espaces protégés Natura 2000 :

Collines du Piémont vosgien avec grands ensembles de vergers, de Saverne à Mutzig,
Plateaux et rochers des Vosges gréseuses de Saverne à Rheinardtsmunster.
- Une zone naturelle d'intérêt écologique, faunistique et floristique (Znieff) :

Le rocher du Haut-Barr à Saverne ( Grès vosgien et Poudingue de Sainte-Odile).
Commune membre du Parc naturel régional des Vosges du Nord.

### Hydrographie et les eaux souterraines
Hydrogéologie et climatologie : Système d’information pour la gestion des eaux souterraines du bassin Rhin-Meuse :
Territoire communal : Occupation du sol (Corinne Land Cover); Cours d'eau (BD Carthage),
Géologie : Carte géologique; Coupes géologiques et techniques,
 Hydrogéologie : Masses d'eau souterraine; BD Lisa; Cartes piézométriques.
La commune est dans le bassin versant du Rhin au sein du bassin Rhin-Meuse. Elle est drainée par la Zorn, le ruisseau le Baerenbach, le ruisseau l'Andlau, le ruisseau Langenthalbach, le ruisseau le Mundel et le ruisseau Rosselbach,.
La Zorn, d'une longueur totale de 96,7 km, prend sa source dans la commune de Walscheid et se jette  dans le canal de la Marne au Rhin à Rohrwiller, après avoir traversé 34 communes. Les caractéristiques hydrologiques de la Zorn sont données par la station hydrologique située sur la commune de Saverne. Le débit moyen mensuel est de 2,1 m3/s. Le débit moyen journalier maximum est de 42,2 m3/s, atteint lors de la crue du 26 mai 1983. Le débit instantané maximal est quant à lui de 45,6 m3/s, atteint le même jour.

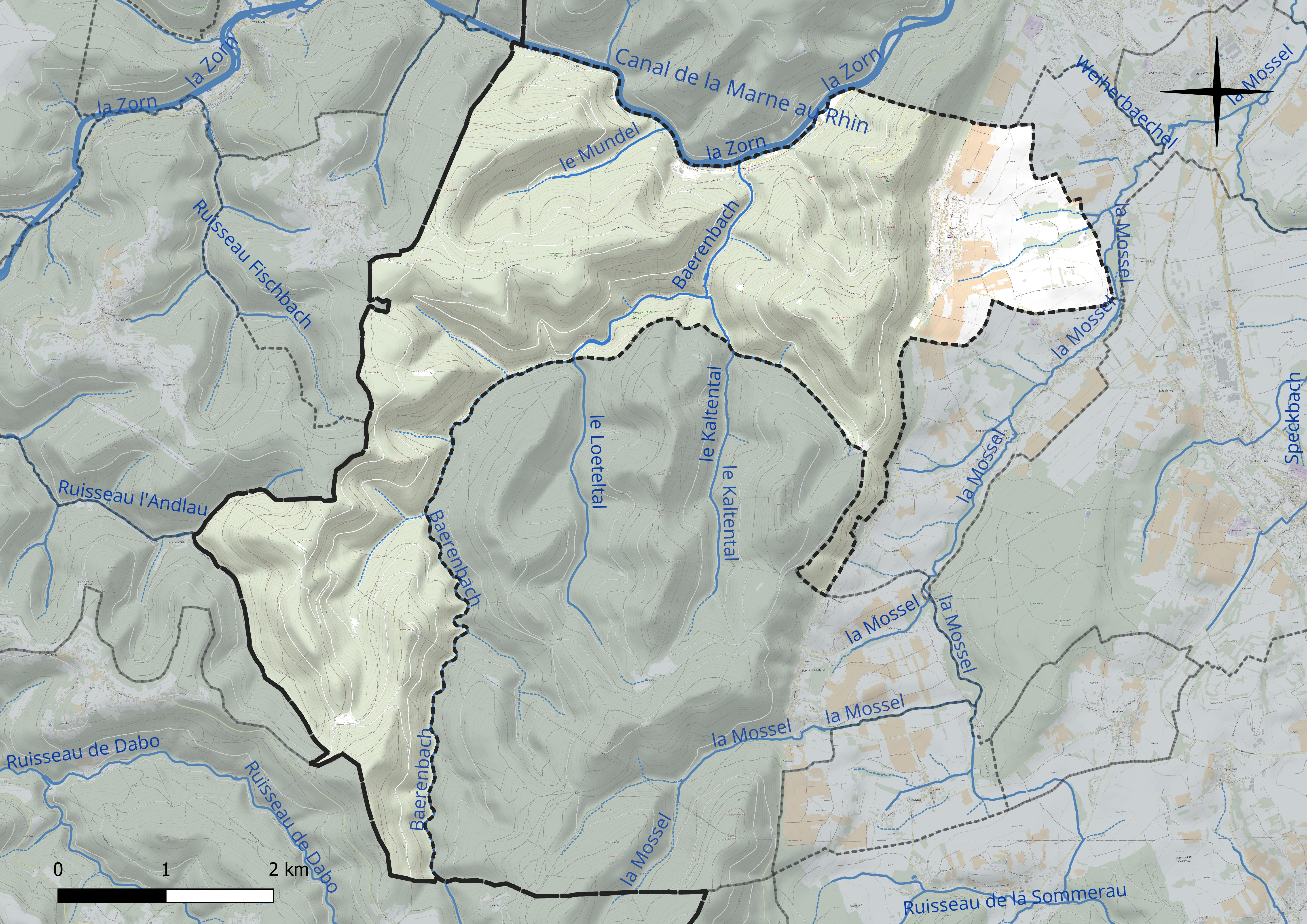
Réseau hydrographique de Haegen.

Le Baerenbach, d'une longueur de 11 km, prend sa source dans la commune de Dabo et se jette  dans la Zorn sur la commune, après avoir traversé trois communes. 

### Climat
Pour des articles plus généraux, voir Climat du Grand Est et Climat du Bas-Rhin.
En 2010, le climat de la commune est de type climat des marges montargnardes, selon une étude du Centre national de la recherche scientifique s'appuyant sur une série de données couvrant la période 1971-2000. En 2020, Météo-France publie une typologie des climats de la France métropolitaine dans laquelle la commune est exposée à un climat semi-continental et est dans la région climatique  Vosges, caractérisée par une pluviométrie très élevée (1 500 à 2 000 mm/an) en toutes saisons et un hiver rude (moins de 1 °C). 
Pour la période 1971-2000, la température annuelle moyenne est de 10,2 °C, avec une amplitude thermique annuelle de 17,3 °C. Le cumul annuel moyen de précipitations est de 902 mm, avec 11,3 jours de précipitations en janvier et 10,4 jours en juillet. Pour la période 1991-2020, la température moyenne annuelle observée sur la station météorologique de Météo-France la plus proche, « Wangenbourg_sapc », sur la commune de Wangenbourg-Engenthal à 10 km à vol d'oiseau, est de 9,9 °C et le cumul annuel moyen de précipitations est de 1 131,8 mm. 
La température maximale relevée sur cette station est de 36,4 °C, atteinte le 25 juillet 2019 ; la température minimale est de −16,9 °C, atteinte le 7 février 2012,,. 
Les paramètres climatiques de la commune ont été estimés pour le milieu du siècle (2041-2070) selon différents scénarios d'émission de gaz à effet de serre à partir des nouvelles projections climatiques de référence DRIAS-2020. Ils sont consultables sur un site dédié publié par Météo-France en novembre 2022.

## Urbanisme

### Typologie
Au 1er janvier 2024, Haegen est catégorisée ceinture urbaine, selon la nouvelle grille communale de densité à sept niveaux définie par l'Insee en 2022.
Elle est située hors unité urbaine. Par ailleurs la commune fait partie de l'aire d'attraction de Strasbourg (partie française), dont elle est une commune de la couronne,. Cette aire, qui regroupe 268 communes, est catégorisée dans les aires de 700 000 habitants ou plus (hors Paris),.

### Occupation des sols
L'occupation des sols de la commune, telle qu'elle ressort de la base de données européenne d’occupation biophysique des sols Corine Land Cover (CLC), est marquée par l'importance des forêts et milieux semi-naturels (89 % en 2018), une proportion identique à celle de 1990 (89 %). La répartition détaillée en 2018 est la suivante : 
forêts (89 %), prairies (7,4 %), cultures permanentes (1,9 %), zones urbanisées (1,7 %). L'évolution de l’occupation des sols de la commune et de ses infrastructures peut être observée sur les différentes représentations cartographiques du territoire : la carte de Cassini (XVIIIe siècle), la carte d'état-major (1820-1866) et les cartes ou photos aériennes de l'IGN pour la période actuelle (1950 à aujourd'hui).

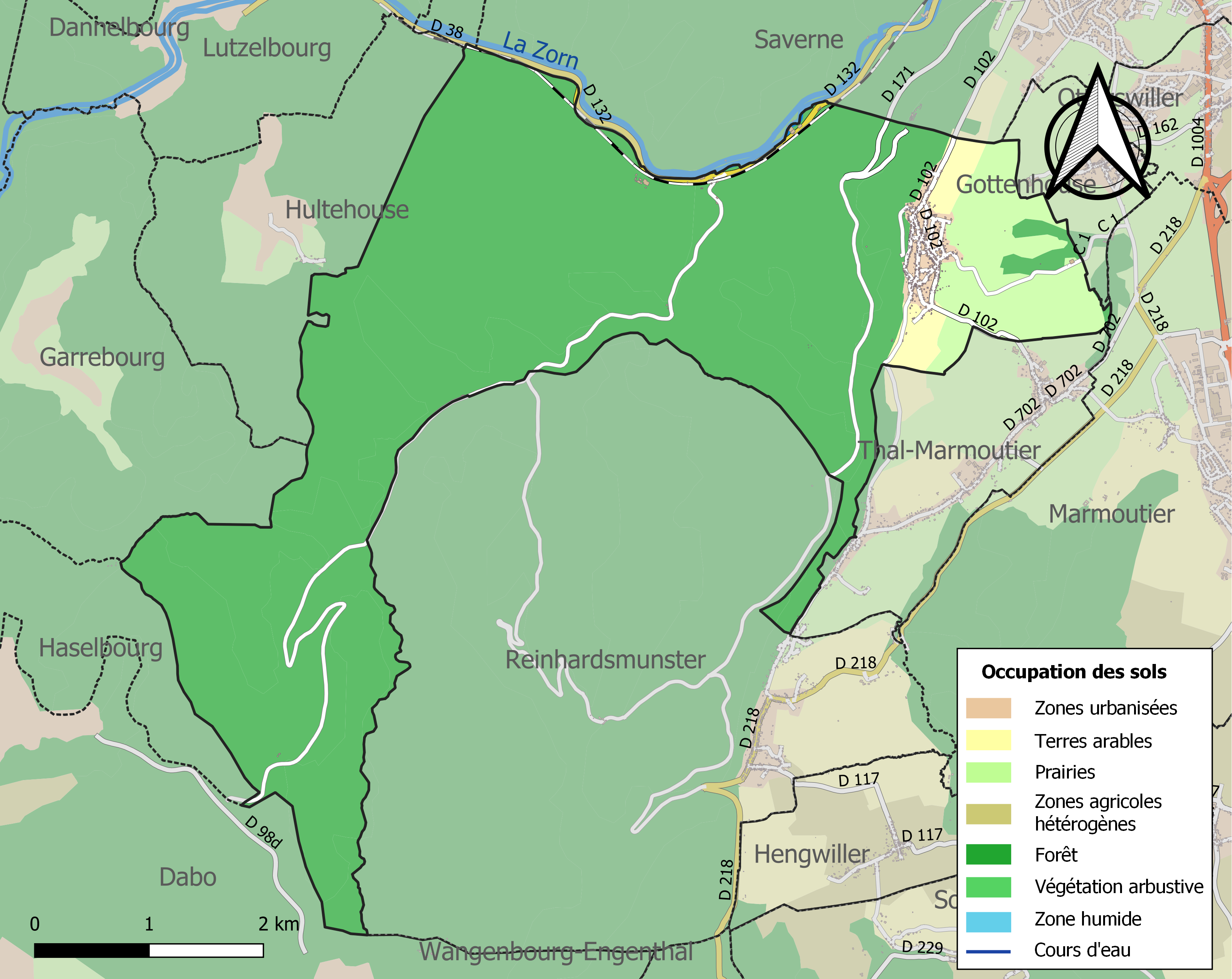
Carte des infrastructures et de l'occupation des sols de la commune en 2018 (CLC).

Commune couverte par la Carte communale approuvée le 17/03/2005.

### Voies de communications et transports

#### Voies routières
- D 11 vers Saverne.
- D 132 vers Lutzelbourg.
- D 102 vers Thal-Marmoitier.

#### Transports en commun
- Transports en Alsace.
- Fluo Grand Est.

##### SNCF

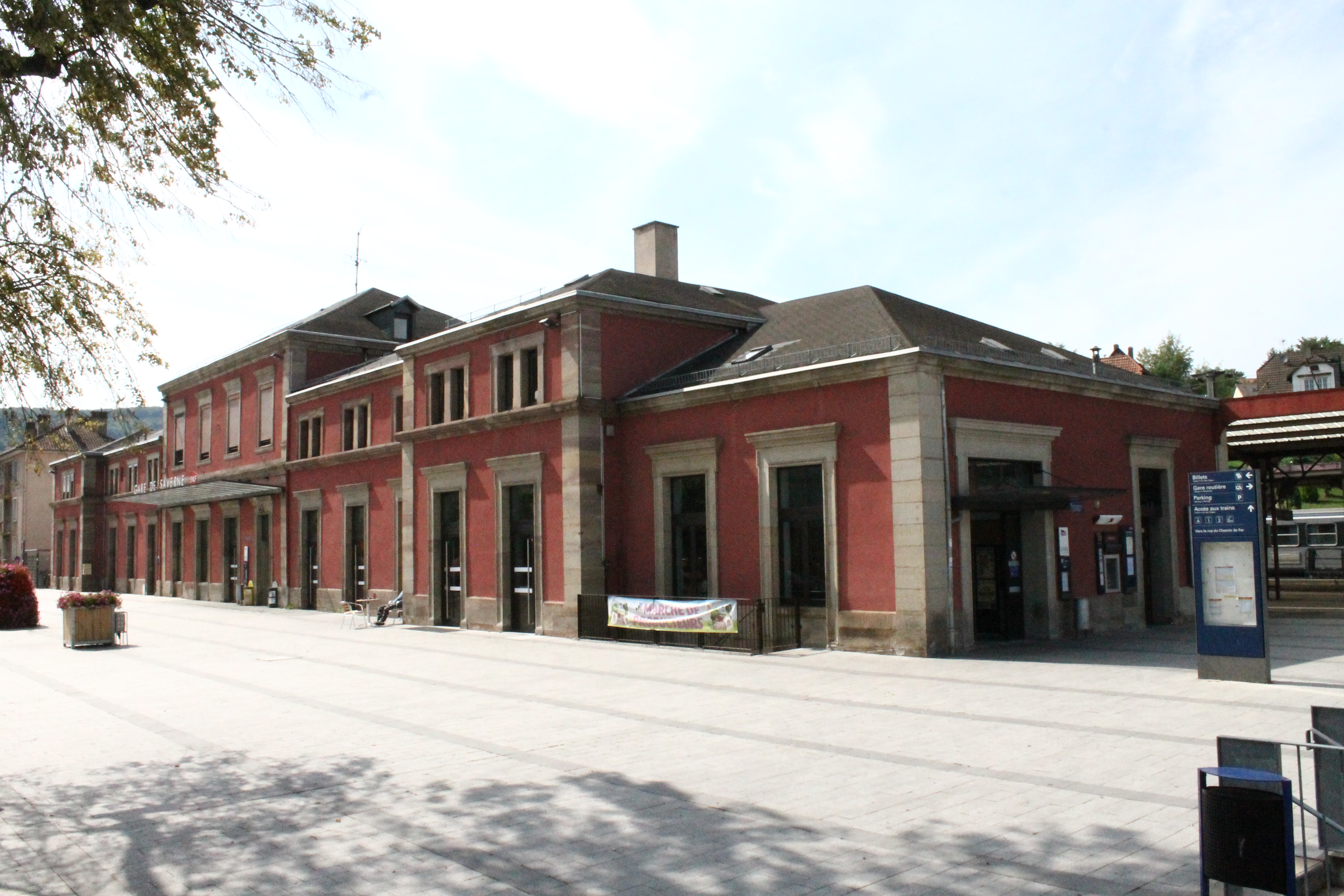
Gare de Saverne.

- Le hameau de Stambach, qui fait partie de la commune, est traversé par la ligne Paris - Strasbourg, cependant la gare de Stambach est aujourd'hui fermée à tout trafic,
- Gare de Saverne,
- Gare de Zornhoff-Monswiller,
- Gare de Steinbourg,
- Gare de Dettwiller,
- Gare de Lutzelbourg.

### Risques naturels et technologiques
Commune située dans une zone 3 de sismicité modérée.

## Histoire
Sur le Site du Wasserwald des vestiges gallo-romains ont été mis en réserve archéologique : les bâtiments, les enclos, les nécropoles, le sanctuaire, la Cella, le viehweg en particulier.
Le château du Grand Geroldseck fut fondé par les seigneurs de Geroldseck, des avoués de l'abbaye de Marmoutier.

## Politique et administration
| Période                                  | Période  | Identité            | Étiquette | Qualité                                                   |
| ---------------------------------------- | -------- | ------------------- | --------- | --------------------------------------------------------- |
| Les données manquantes sont à compléter. |          |                     |           |                                                           |
| 1971                                     | 1989     | Arsène Hopfner      |           |                                                           |
| 1989                                     | 1995     | Oswald Huber        |           |                                                           |
| 1995                                     | 2014     | Pierre Oberle       |           |                                                           |
| 2014                                     | 2020     | Bernard Bich        |           |                                                           |
| mai 2020                                 | En cours | Marie-Pierre Oberlé |           | Profession intermédiaire de la santé et du travail social |

### Budget et fiscalité 2023
En 2023, le budget de la commune était constitué ainsi :
- total des produits de fonctionnement : 433 000 €, soit 655 € par habitant ;
- total des charges de fonctionnement : 297 000 €, soit 449 € par habitant ;
- total des ressources d'investissement : 71 000 €, soit 108 € par habitant ;
- total des emplois d'investissement : 77 000 €, soit 117 € par habitant ;
- endettement : 186 000 €, soit 281 € par habitant.

Avec les taux de fiscalité suivants :
- taxe d'habitation : 10,13 % ;
- taxe foncière sur les propriétés bâties : 24,12 % ;
- taxe foncière sur les propriétés non bâties : 67,52 % ;
- taxe additionnelle à la taxe foncière sur les propriétés non bâties : 0,00 % ;
- cotisation foncière des entreprises : 0,00 %.

Chiffres clés Revenus et pauvreté des ménages en 2021 : médiane en 2021 du revenu disponible, par unité de consommation : 24 850 €.

## Population et société

### Démographie

#### Évolution démographique
L'évolution du nombre d'habitants est connue à travers les recensements de la population effectués dans la commune depuis 1793. Pour les communes de moins de 10 000 habitants, une enquête de recensement portant sur toute la population est réalisée tous les cinq ans, les populations de référence des années intermédiaires étant quant à elles estimées par interpolation ou extrapolation. Pour la commune, le premier recensement exhaustif entrant dans le cadre du nouveau dispositif a été réalisé en 2004.

En 2022, la commune comptait 657 habitants, en évolution de −4,92 % par rapport à 2016 (Bas-Rhin : +3,17 %, France hors Mayotte : +2,11 %).
| 1793 | 1800 | 1806 | 1821 | 1831 | 1836 | 1841 | 1846 | 1851 |
| ---- | ---- | ---- | ---- | ---- | ---- | ---- | ---- | ---- |
| 424  | 458  | 452  | 533  | 654  | 722  | 705  | 687  | 632  |

| 1856 | 1861 | 1866 | 1871 | 1875 | 1880 | 1885 | 1890 | 1895 |
| ---- | ---- | ---- | ---- | ---- | ---- | ---- | ---- | ---- |
| 628  | 642  | 628  | 561  | 560  | 591  | 576  | 533  | 518  |

| 1900 | 1905 | 1910 | 1921 | 1926 | 1931 | 1936 | 1946 | 1954 |
| ---- | ---- | ---- | ---- | ---- | ---- | ---- | ---- | ---- |
| 575  | 606  | 598  | 496  | 503  | 497  | 491  | 552  | 520  |

| 1962 | 1968 | 1975 | 1982 | 1990 | 1999 | 2004 | 2006 | 2009 |
| ---- | ---- | ---- | ---- | ---- | ---- | ---- | ---- | ---- |
| 511  | 502  | 512  | 511  | 569  | 627  | 650  | 636  | 638  |

| 2014 | 2019 | 2022 | - | - | - | - | - | - |
| ---- | ---- | ---- | - | - | - | - | - | - |
| 684  | 650  | 657  | - | - | - | - | - | - |

### Enseignement
Établissements d'enseignements :
- Écoles maternelles et primaires à Hultehouse,  Reinhardsmunster, Thal-Marmoutier, Garrebourg, Lutzelbourg,
- Collèges à Saverne, Marmoutier, Phalsbourg,
- Lycées à Saverne, Phalsbourg.

### Santé
Professionnels et établissements de santé :
- Médecins à Gottenhouse, Saverne, Otterswiller, Monswiller, Marmoutier,
- Pharmacies à Saverne, Monswiller, Marmoutier, Lutzelbourg, Garrebourg, Phalsbourg,
- Hôpitaux à Saverne, Reutenbourg, Phalsbourg, Niderviller, Ingwiller.

### Cultes
- Culte catholique, Communautés de paroisses : Communauté de paroisses Terres et Eaux de Marmoutier[40], Diocèse de Strasbourg.

## Économie

### Entreprises et commerces

#### Agriculture
- Élevage d'autres bovins et de buffles.
- Élevage d'autres animaux.

#### Tourisme
- Hébergements touristiques et autres hébergements de courte durée à Haegen, Saverne, Gottenhouse.
- Restaurant « Au Bain »[41].

#### Commerces et services
- Commerces et services de proximité[42] à Hattmatt, Saverne, Thal-Marmoutier[43].

## Culture locale et patrimoine

### Lieux et monuments

#### Patrimoine religieux
- Église paroissiale Saint-Matthieu[44],[45],[46],[47].

Une sacristie fut construite plus tard au nord du chœur et une tribune d'orgue fut élevée lors de l'installation de l'orgue en 1853.
Chapelle du cimetière.
Orgue de Verschneider Nicolas, Roethinger Edmond Alexandre, Kriess François, facteurs d'orgues.
- Chapelle de la source de saint Quirin[52].
- Monument aux morts[53] : Conflits commémorés : Guerres 1914-1918 - 1939-1945 - Indochine (1946-1954) - AFN-Algérie (1954-1962).

#### Autres sites
- Vestiges gallo-romains du Wasserwald[54].
- Château du Grand-Geroldseck.
- Château du Petit-Geroldseck.
- Tour du télégraphe Chappe de Saverne[55].

### Personnalités liées à la commune
- Henri Denis Galon, Commandeur de la Légion d'honneur[56].
- Charles Louis Auguste Kappler, Chevalier de la Légion d'honneur[57].
- Curé François Xavier Taillien[58].

### Héraldique
| Blason de Haegen | Blason  | De gueules à la fleur de lys florencée d'argent. |
| Blason de Haegen | Détails |                                                  |